# Avec Django, la mort est là
Pour plus de détails, voir Fiche technique et Distribution.
Avec Django, la mort est là (Joko - Invoca Dio... e muori) est un western spaghetti italo-allemand réalisé par Antonio Margheriti en 1968

## Synopsis
Ricky, l'un des hommes ayant participé à un cambriolage, est torturé par cinq de ses hommes afin de lui faire avouer où il doit rencontrer Django. Il est attaché par des cordes aux chevaux des hommes, et devant son refus de parler, ils l'écartèlent. Django, arrivé trop tard sur les lieux, ramasse un bout de chaque corde et jure de venger son ami.
Django commence par retrouver Domingo, le fait parler et obtient trois noms, le quatrième étant inconnu. On apprend alors que la bande dirigée par Mendoza a dévalisé le coffre d'une banque, mais que ce dernier est mort dans l'écroulement du bâtiment. Django, dans sa quête de vengeance, tuera d'abord un tricheur de carte professionnel qui vient de vendre sa petite amie Jane à un souteneur, ensuite le souteneur. Il se prendra d'amitié pour la jeune femme, puis malgré le fait qu'il soit blessé, il vaincra en duel un autre homme et tentera de lui faire avouer, avant qu'il ne meure, l'identité du dernier comparse, mais en vain. C'est alors qu'il découvre accroché a son cou le médaillon de Mendoza. Django comprend ainsi que celui-ci a mis en scène sa propre mort. Il va le pourchasser dans les galeries d'une mine de soufre. Un marshal lancé sur la piste du trésor volé l'aidera à s'en sortir et laissera Django et Jane libres.

## Fiche technique
- Titre français : Avec Django, la mort est là
- Titre original italien : Joko - Invoca Dio... e muori
- Titre allemand : Fünf blutige Stricke
- Réalisateur : Antonio Margheriti (sous le nom d'« Anthony Dawson »)
- Assistant réalisateur : Roberto Colangeli (sous le nom de « Robert Colan »)
- Scénario : Antonio Margheriti et Renato Savino d'après une histoire de ce dernier
- Photographie : Riccardo Pallottini
- Musique composée et dirigée par : Carlo Savina
- Sociétés de production : Super International Pictures (Rome), Top-Film Produktionsgesellschaft (Munich)
- Sociétés de distribution :
  - Italie : Magna Cinematografica
  - France : Les Films Marbeuf
- Pays :  Italie /  Allemagne de l'Ouest
- Langue originale : italien
- Format : Couleur par Eastmancolor • 2,35:1 • Son mono • 35 mm
- Durée : 81 min (France) ; 98 min (RFA) ; 101 min (version non expurgée)
- Genre : Western spaghetti
- Dates de sortie
  - Italie : 19 avril 1968
  - France : 21 mai 1969
  - Allemagne de l'Ouest : 30 octobre 1970

## Distribution
- Richard Harrison : Djanko Barrett (Jocco en VO)
- Claudio Camaso : Mendoza
- Špela Rozin (sous le nom de « Sheyla Rosin ») : Jane
- Guido Lollobrigida (sous le nom de « Lee Burton ») : un habitant de la ville
- Werner Pochath : Kid
- Paolo Gozlino : (sous le nom de « Paul Lino ») : Lester, le policier
- Alberto Dell'Acqua (sous le nom d'« Albert Nova ») : Richie
- Ignazio Spalla (sous le nom de « Pedro Sanchez ») : un homme de main de Laredo
- Mariangela Giordano (sous le nom de « Marian Dana ») : Rosita
- Goffredo Unger (sous le nom de « Fredi Unger ») : Yuma
- Luciano Pigozzi (sous le nom d'« Alan Collins ») : Domingo
- Lucio De Santis (sous le nom de « Louis Santis ») : Laredo
- Giovanni Ivan Scratuglia (sous le nom d'« Ivan G. Scott ») : Manolo
- Aldo De Carelis (sous le nom d'« Albert Carl ») : Ed (ou « Sam »), le journaliste
- Luciano Bonanni (sous le nom de « Larry Bona ») : Joe (ou « Jimmy »)
- Lucio Zarini (sous le nom de « Louis Zarini ») : un homme de main
- Fulvio Pellegrino : Alfred, le tenancier de la boutique
- Alexander Allerson : un habitant de la ville

## Autour du film
- Une partie des commentaires s'accorde pour dire que la scène finale dans les grottes qui est très proche du cinéma fantastique. En fait Antonio Margheriti aussi bien amateur que réalisateur de films fantastiques apportera ce genre de touche dans plusieurs de ses westerns.
- Le nom du héros est Jocco dans la version italo-germanique et Rocco dans la version anglaise. En France les distributeurs profitant du fait que le film de Sergio Corbucci, Django réalisé en 1966 avait eu un certain succès, le présentèrent comme une fausse suite de ce dernier en modifiant le titre du film et le nom du héros. En réalité ces deux western-spaghettis sont de styles très différents.